# تامنطیت
تامنطیت (به عربی: تامنطیت) یک شهرستان در الجزایر است که در ناحیه فنوغیل واقع شده‌است. تامنطیت ۹٬۴۸۱ نفر جمعیت دارد و ۲۴۰ متر بالاتر از سطح دریا واقع شده‌است.